# Willem II in het seizoen 2010/11 (vrouwen)
Het seizoen 2010/2011 is het 4e en tevens laatste jaar in het bestaan van de Tilburgse vrouwenvoetbalclub Willem II. De club kwam uit in de Eredivisie en heeft deelgenomen aan het toernooi om de KNVB beker.

## Wedstrijdstatistieken

### Eredivisie
|                    | FC Twente | ADO Den Haag | AZ        | sc Heerenveen | FC Utrecht | VVV-Venlo | FC Zwolle |
| ------------------ | --------- | ------------ | --------- | ------------- | ---------- | --------- | --------- |
| Thuis              | 2 – 1     | 1 – 2        | 1 – 3     | 1 – 3         | 3 – 1      | 1 – 1     | 2 – 0     |
| Uit                | 1 – 0     | 2 – 1        | 3 – 1     | 2 – 1         | 2 – 2      | 3 – 1     | 1 – 0     |
| 3e wedstrijd (T/U) | 4 – 1 (U) | 1 – 2 (T)    | 1 – 0 (U) | 0 – 2 (T)     | 2 – 1 (U)  | 1 – 1 (U) | 1 – 3 (T) |

### KNVB beker
| Achtste finale                           | RCL      | 3 – 1 (? – ?) | Willem II |  |
| Plaats: Leiderdorp Sportpark De Bloemerd | Onbekend |               | Onbekend  |  |

## Statistieken Willem II 2010/2011

### Eindstand Willem II Vrouwen in de Eredivisie 2010 / 2011
| Stand | Gespeeld | Gewonnen | Gelijk | Verloren | Punten | Doelpunten voor | Doelpunten tegen | Gele kaarten | Rode kaarten |
| ----- | -------- | -------- | ------ | -------- | ------ | --------------- | ---------------- | ------------ | ------------ |
| 7e    | 21       | 3        | 3      | 15       | 12     | 22              | 40               | 7            | 1            |

### Topscorers
| #      | Naam                        | Goal |
| ------ | --------------------------- | ---- |
| 1.     | Mauri van de Wetering       | 5    |
| 2.     | Daniëlle van de Donk        | 4    |
| 2.     | Jette van Vlerken           | 4    |
| 3.     | Marjolijn van den Bighelaar | 3    |
| 4.     | Renee Slegers               | 2    |
| 5.     | Maran van Erp               | 1    |
| 5.     | Marlou Jacobs               | 1    |
| 5.     | Nikki van de Pas            | 1    |
| 5.     | Karin Stevens               | 1    |
| Totaal | Totaal                      | 22   |

| #      | Naam                 | Goal |
| ------ | -------------------- | ---- |
| –      | Onbekend (Tegen RCL) | 1    |
| Totaal | Totaal               | 1    |

### Kaarten
| #      | Naam                  |   |
| ------ | --------------------- | - |
| 1.     | Daniëlle van de Donk  | 2 |
| 1.     | Jette van Vlerken     | 2 |
| 2.     | Marlou Jacobs         | 1 |
| 2.     | Renee Slegers         | 1 |
| 2.     | Mauri van de Wetering | 1 |
| Totaal | Totaal                | 7 |

| #      | Naam        |   |
| ------ | ----------- | - |
| –      | Geen speler | 0 |
| Totaal | Totaal      | 0 |

| #      | Naam          |   |
| ------ | ------------- | - |
| 1.     | Karin Stevens | 1 |
| Totaal | Totaal        | 1 |